# Bernat Metge
Bernat Metge (Barcellona, tra il 1340 e 1346 – Barcellona, 1413) è stato un cortigiano e scrittore catalano del XIV-XV secolo.

## Biografia
È considerato uno dei migliori autori di prosa catalani, che ha introdotto lo stile rinascimentale nella letteratura catalana, portatore di uno stile ben preciso, elegante e chiaro.
Notaio di professione, fin dalla giovane età era legato alla cancelleria d'Aragona, grazie alle alte cariche che occupava il suo patrigno, Ferrer Saiol. Egli fu prima al servizio della regina Eleonora di Sicilia, moglie di Pietro IV d'Aragona e nel 1375 entrò al servizio del futuro re Giovanni I d'Aragona e di sua moglie Iolanda di Bar, che lo tenevano in grande considerazione e gli accordarono molti favori.
Nel 1381 scrisse il Llibre de Fortuna e Prudència (Libro della Fortuna e della Saggezza), un poema allegorico in cui discuteva la questione della provvidenza divina nello stile della tradizione medievale, sulla base del De consolatione philosophiae di Boezio.
Tradusse la novella di Gualtieri e Griselda del Decamerone, ma non a partire dall'originale italiano di Boccaccio, ma dalla traduzione latina di Petrarca (il Griseldis). L'importanza della traduzione di Metge è dovuta, oltre alla sua prosa elegante, la lettera che accompagna la storia, perché rappresenta il primo segno di ammirazione per il Petrarca conosciuto in Spagna.
Il suo capolavoro è Lo somni (Il sogno), scritto nel 1399, dove appare Giovanni I del Purgatorio. Fu scritto in prigione, dopo che lo scrittore era caduto in disgrazia e imprigionato dalla nuova regina Maria de Luna con il resto dei collaboratori del defunto Giovanni I. L'opera gli permise di riconquistare il favore della regina e il suo posto nella cancelleria.
Fu anche l'autore di una traduzione del poema latino De vetula attribuito a Ovidio, nota come "Ovidi enamorat" o "La velletona", e di due poesie satiriche scritte in carcere: il "Sermó" ("Sermone") e la "Medicina".